# Gryfe Reservoirs
Gryfe Reservoirs är en reservoar i Storbritannien.   Den ligger i riksdelen Skottland, i den nordvästra delen av landet, 600 km nordväst om huvudstaden London. Gryfe Reservoirs ligger 221 meter över havet.  Trakten runt Gryfe Reservoirs består i huvudsak av gräsmarker.